# Kal Qarī
Kal Qarī (persiska: کل قری, Kāl-e Qarī) är en ort i Iran.   Den ligger i provinsen Khorasan, i den nordöstra delen av landet, 700 km öster om huvudstaden Teheran. Kal Qarī ligger 1 604 meter över havet och antalet invånare är 124.
Terrängen runt Kal Qarī är platt åt nordväst, men åt sydost är den kuperad. Runt Kal Qarī är det ganska glesbefolkat, med 25 invånare per kvadratkilometer. Närmaste större samhälle är Sarhang, 12,5 km söder om Kal Qarī. Omgivningarna runt Kal Qarī är i huvudsak ett öppet busklandskap.